# Gran Premio motociclistico di Germania 1968
Il Gran Premio motociclistico di Germania fu il primo appuntamento del motomondiale 1968.
Si svolse il 20 e 21 aprile 1968 presso il Nürburgring (sul "circuito sud", come già nel 1965) alla presenza di circa 230.000 spettatori. Erano in programma tutte le classi, oltre a gare automobilistiche di Formula 2 e Formula Vee (125 e 350 si svolsero sabato 20, le altre classi domenica 21).
Doppietta di Giacomo Agostini in 350 e 500. La gara della mezzo litro fu interrotta dopo 19 giri (sui 26 in programma) a causa di un incendio a bordo pista.
Le Yamaha di Phil Read e Bill Ivy spadroneggiarono in 125 e 250.
Nella 50 vittoria ad Hans-Georg Anscheidt, su una Suzuki ex ufficiale autogestita.
Nei sidecar, Helmut Fath tornò alla vittoria dopo sette anni, vincendo con un mezzo (l'URS 4 cilindri) da lui stesso costruito. Ritirato per noie meccaniche Klaus Enders, autore del giro più veloce.

## Classe 500
42 piloti alla partenza, 19 al traguardo.

### Arrivati al traguardo
| Pos. | Pilota              | Moto      | Tempo        | Punti |
| ---- | ------------------- | --------- | ------------ | ----- |
| 1    | Giacomo Agostini    | MV Agusta | 1h 01' 23" 3 | 8     |
| 2    | Dan Shorey          | Norton    | +1 giro      | 6     |
| 3    | Peter Williams      | Matchless | +1 giro      | 4     |
| 4    | Gyula Marsovszky    | Matchless | +1 giro      | 3     |
| 5    | Bohumil Staša       | ČZ        | +1 giro      | 2     |
| 6    | Rodney Gould        | Norton    | +2 giri      | 1     |
| 7    | Ron Chandler        | Seeley    |              |       |
| 8    | Errol Cowan         | Matchless |              |       |
| 9    | Heinrich Rosenbusch | Norton    |              |       |
| 10   | Paul Eickelberg     | Norton    |              |       |

## Classe 350

### Arrivati al traguardo
| Pos. | Pilota           | Moto                      | Tempo        | Punti |
| ---- | ---------------- | ------------------------- | ------------ | ----- |
| 1    | Giacomo Agostini | MV Agusta                 | 1h 03' 41" 1 | 8     |
| 2    | Renzo Pasolini   | Benelli                   |              | 6     |
| 3    | Kel Carruthers   | Drixton-Aermacchi         |              | 4     |
| 4    | Ginger Molloy    | Bultaco                   |              | 3     |
| 5    | Dan Shorey       | Norton                    |              | 2     |
| 6    | Bohumil Staša    | ČZ                        |              | 1     |
| 7    | John Hartle      | Cowless Metisse-Aermacchi |              |       |

## Classe 250
21 piloti alla partenza.

### Arrivati al traguardo
| Pos. | Pilota           | Moto           | Tempo     | Punti |
| ---- | ---------------- | -------------- | --------- | ----- |
| 1    | Bill Ivy         | Yamaha         | 55' 51" 9 | 8     |
| 2    | Ginger Molloy    | Bultaco        | +3' 01" 2 | 6     |
| 3    | Kent Andersson   | Yamaha         | +3' 05" 5 | 4     |
| 4    | Rodney Gould     | Bultaco-Yamaha | +3' 07" 7 | 3     |
| 5    | Jack Findlay     | Bultaco        | +1 giro   | 2     |
| 6    | Santiago Herrero | OSSA           | +1 giro   | 1     |
| 7    | Gyula Marsovszky | Bultaco        |           |       |
| 8    | Dieter Braun     | Aermacchi      |           |       |
| 9    | Lothar John      | Suzuki         |           |       |

## Classe 125

### Arrivati al traguardo
| Pos. | Pilota               | Moto          | Tempo     | Punti |
| ---- | -------------------- | ------------- | --------- | ----- |
| 1    | Phil Read            | Yamaha        | 44' 29" 9 | 8     |
| 2    | Hans-Georg Anscheidt | Suzuki        |           | 6     |
| 3    | Siegfried Möhringer  | Neckermann-MZ |           | 4     |
| 4    | Dieter Braun         | Neckermann-MZ |           | 3     |
| 5    | Kent Andersson       | MZ            |           | 2     |
| 6    | Kel Carruthers       | Honda         |           | 1     |
| 7    | Ángel Nieto          | Derbi         |           |       |

## Classe 50

### Arrivati al traguardo
| Pos. | Pilota               | Moto     | Tempo     | Punti |
| ---- | -------------------- | -------- | --------- | ----- |
| 1    | Hans-Georg Anscheidt | Suzuki   | 50' 36" 2 | 8     |
| 2    | Rudolf Kunz          | Kreidler | +3' 22" 1 | 6     |
| 3    | Rudolf Schmälzle     | Kreidler | +3' 23" 3 | 4     |
| 4    | Ludwig Faßbender     | Kreidler | +1 giro   | 3     |
| 5    | Cees van Dongen      | Kreidler | +1 giro   | 2     |
| 6    | Janko-Florijan Štefe | Tomos    | +1 giro   | 1     |
| 7    | Peter Eser           | Honda    |           |       |
| 8    | Yves Le Toumelin     | Derbi    |           |       |

## Classe sidecar
Per le motocarrozzette si trattò della 103ª gara effettuata dall'istituzione della classe nel 1949; si sviluppò su 13 giri, per una percorrenza di 100,724 km.
Giro più veloce di Klaus Enders/Ralf Engelhardt (BMW) in 3' 34" a 130,300 km/h.

### Arrivati al traguardo
| Pos | Pilota                | Passeggero        | Moto | Tempo     | Punti |
| --- | --------------------- | ----------------- | ---- | --------- | ----- |
| 1   | Helmut Fath           | Wolfgang Kalauch  | URS  | 47' 31" 7 | 8     |
| 2   | Georg Auerbacher      | Hermann Hahn      | BMW  | +18" 9    | 6     |
| 3   | Siegfried Schauzu     | Horst Schneider   | BMW  | +49"      | 4     |
| 4   | Johann Attenberger    | Josef Schillinger | BMW  | +55" 9    | 3     |
| 5   | Heinz Luthringshauser | Lothar Ronsdorf   | BMW  | +59"      | 2     |
| 6   | Otto Kölle            | Rolf Schmid       | BMW  |           | 1     |
| 7   | Tony Wakefield        | Graham Milton     | BMW  |           |       |